# Lenguas tamanas
Las lenguas tamanas son una rama de las lenguas sudánicas orientales septentrionales. Las lenguas tamanas se hablan Sudán y áreas adyacentes de Chad.

## Lenguas de la familia
- Tama, hablado en Chad y Sudán.
- Sungor (o Erenga), hablado en Chad y Sudán.
- Mararit, hablado solo en Chad.

## Comparación léxica
Los numerales en diferentes lenguas tamanas son:
| GLOSA | Tama-Sungor | Tama-Sungor | Mararit  | Mararit    | PROTO- TAMANO |
| GLOSA | Tama        | Sungor      | Ibiri    | Abu Sharib | PROTO- TAMANO |
| ----- | ----------- | ----------- | -------- | ---------- | ------------- |
| '1'   | kúˑr        | kur         | kára~kún | karre      | *kura         |
| '2'   | wárí        | wári        | warɪ     | warre      | *wari         |
| '3'   | íɕí         | écà         | ètte~ítí | ataye      | *atti         |
| '4'   | kús~kus     | kús         | kow      | gaw        | *kus          |
| '5'   | massi~masi  | mási        | máai     | maye       | *masi         |
| '6'   | tɔˑ́r        | tɔ̀r         | túˑr     | tuˑr       | *toˑr         |
| '7'   | kâl         | kál         | kul      | kuˑri      | *kol          |
| '8'   | kímís       | kíbís       | kàkàwák  | kokuak     | *kimis        |
| '9'   | úkū         | úkù         | kàrkʌ́s   | kekeris    | *uku          |
| '10'  | mír         | mɛ̀r         | (tók)    | (tog)      | *mer          |
Las formas tók y tog para '10' y sus derivados parecen ser préstamos del sudánico central.